# Caparce
Caparc en albanais et Caparce en serbe latin (en serbe cyrillique : Цапарце) est une localité du Kosovo située dans la commune/municipalité de Prizren et dans le district de Prizren/Prizren. Selon le recensement kosovar de 2011, elle compte 848 habitants.

## Démographie

### Évolution historique de la population dans la localité
| 1948 | 1953 | 1961 | 1971 | 1981 | 1991 | 2011 |
| ---- | ---- | ---- | ---- | ---- | ---- | ---- |
| 185  | 205  | 271  | 400  | 532  | 628  | 848  |

|  |

### Répartition de la population par nationalités (2011)
En 2011, les Albanais représentaient 96,46 % de la population.